# Ramon II d'Urgell
Ramon II d'Urgell o Ramon I de l'Alt Urgell fou vescomte d'Urgell que succeí al seu pare Miró II d'Urgell al 1079. Cap al 1094 ja es titulava vescomte de l'Alt Urgell.
Es va casar amb una Ermessenda, amb la qual va tenir quatre fills:
- Estefania Malasignada, que es va casar amb el vescomte Guerau II del Baix Urgell (després de vescomtat d'Àger) i de Girona.
- Pere I de l'Alt Urgell, successor del vescomtat.
- Balderic.
- Guillem.

Va morir cap a 1114.